# Amanda Hernández Pérez
Historiadora, latinoamericanista y científica social mexicana. Es profesora investigadora de Tiempo Completo en la Facultad de Ciencias Políticas y Sociales de la Universidad Autónoma de Querétaro desde enero del 2013.

## Trayectoria
Licenciada en Historia por la Universidad Nacional Autónoma de México con Mención Honorífica. Maestra y Doctora en América Latina Contemporánea por el Instituto Universitario de Investigación Ortega y Gasset, adscrito a la Universidad Complutense de Madrid. Realizó un Posdoctorado en la London School of Economics and Political Science. Fue Doctoral Visiting Fellow en el Centro de Estudios Ibéricos y de América Latina en la Universidad de California en San Diego. Recibió el Premio de Investigación Doctoral  “Historia de las Mujeres” del Gobierno de Asturias en España en 2011. Con otras destacadas colegas obtuvo la beca de ONU-Mujeres y CLACSO para investigación sobre “Cuidados y política pública” en 2022, y el  38° Premio Alejandrina  a la investigación en Ciencias Sociales en 2023 (con la Dra. Lorena Osorio Franco y la Dra. María Elena Meza de Luna). 
Ha ejercido la docencia desde el año 2013. Ha impartiendo 25 cursos a nivel posgrado, y 18 a nivel licenciatura  en la Facultad de Ciencias Políticas y Sociales  de la UAQ. También ha sido profesora en la Maestría en Estudios Latinoamericanos en la Universidad de Alcalá de Henares en España. Ha dirigido 21 tesis de posgrado y licenciatura en la Facultad de Ciencias Políticas y Sociales  de la UAQ. Ha participado como sinodal en más de 80 exámenes profesionales en la Facultad de Ciencias Políticas y Sociales . Ha impartido cursos en diplomados organizados por el IFE, la UNAM, y la UAQ al funcionariado y alumnado, así como al profesorado de nivel medio superior en Querétaro. 
Ha ejercido la investigación desde el año 2013. Pertenece al Sistema Nacional de Investigadores con la categoría nivel I. Su línea de investigación son los estudios de los cuidados y las familias desde la sociología y la historia. Realizó estancias de investigación en la Universidad de Alcalá de Henares y la Universidad Carlos III en España. Ha coordinado libros, escrito artículos, capítulos de libros publicados por ONU-Mujeres, CLACSO, y UNESCO, así como notas periodísticas. Es miembro de la Red Iberoamericana de Democratización Familiar (Universidad Autónoma de Querétaro / Universidad de Manizales / Universidad de Granada / Universidad de Buenos Aires). 
Ha impartido ponencias en México (CDMX, Tlaxcala, Sonora), Inglaterra, España y Portugal. Ha curado exposiciones, realizado entrevistas en radio y TV, y fue parte del equipo de investigación y producción del programa de radio-UAQ llamado “Contornos” (2013-16). Ha participado en presentaciones de libros, conversatorios, foros, charlas y otros eventos de difusión y divulgación en la Facultad de Medicina de la UNAM, el Instituto Queretano de la Mujer y la Universidad Autónoma de Querétaro. 
Fue repatriada para ayudar a consolidar la Especialidad en Familias y Prevención de la Violencia (programa PNPC-CONACYT que se sostuvo 11 años y graduó a más de 100 estudiantes 2012-23). Es miembro del Núcleo Académico de la Maestría y el Doctorado en Ciencias Sociales de la FCPyS/UAQ.  
Por lo que respecta a la incidencia social y política, fue invitada para presentar junto con sus colegas, los resultados de la investigación financiada por  ONU-Mujeres y CLACSO “Condiciones laborales de mujeres mexicanas que cuidan a niñas, niños y adolescentes en casas hogar y sus efectos a nivel personal y social.” en el Senado de la República en el año 2023. El objetivo fue enriquecer la discusión desde la academia, para plantear los retos de la Ley de Cuidados en el estado de Querétaro.   
*Agradecemos la iniciativa de mujeres EDITATONA de la Facultad de Ciencias Políticas y Sociales de la UAQ para dar a conocer perfiles de mujeres mexicanas en las Ciencias Sociales en Wikipedia.  

## Obras publicadas

### Libros
- Osorio, Lorena, et. al. (2024) Fotografiar lo invisible: El trabajo de personas cuidadoras de niños, niñas y adolescentes en casas hogar en Querétaro México: Editorial UAQ.[3]
- García, Sulima y Amanda Hernández (coords.) (2022) Familias y cuidados: retos actuales. México: Editorial UAQ. ISBN: 978-607-513-600-4  / ISBN COLECCIÓN 978-607-513-598-4.[4]
- García Falconi Sulima y Amanda Hernández Pérez (coords.) (2019) Familias, Cuidados y Poder. México: Universidad Autónoma de Querétaro/Editorial Fontamara/Instituto Querétaro de las Mujeres. ISBN: 978-607-513-442-0 (UAQ). ISBN: 978-607-736-570-9.[5]

### Artículos
- Meza-de-Luna, M.E, Osorio, L.E y Hernández, A. (2025). La conciliación trabajo-familia en personas cuidadoras en casas hogar en Querétaro. Brazilian Journal of Development, 11 (2). https://doi.org/10.34117/bjdv11n2-007[6]
- Osorio, L.E., Meza-de-Luna, M.E. y Hernández, A. (2023). Condiciones laborales de personas que cuidan de niñas, niños y adolescentes en casas hogar. En K. Batthyány et al. Cuidados y políticas públicas. Capítulo 4 (pp.195-255). CLACSO, ONU-Mujeres. ISBN: 978-987-813-683-7.[7]
- Hernández, A. (2021) Violencia en contra de la mujer. Querétaro, siglo XVII. Revista Nthe. Consejo de Ciencias y Tecnología del estado de Querétaro. Mayo-agosto. No, 36. ISSN: 2007-9079.[8]
- Meza-de-Luna, M.E., Osorio, L. E. y Hernández, A. (2020). Percepción de adolescentes sobre las prácticas de crianza de sus padres y madres. Comparativo de género en contextos rural y urbano. Clivajes. Revista de Ciencias Sociales, (14). https://doi.org/10.25009/clivajes-rcs.v0i14.2672.[9]